# Český pohár národní házené mužů 2009/2010
Předchozí sezóna: 2008/09
Následující sezóna: 2010/11

## Stupně vítězů
| Zlato      | Stříbro         | Bronz          | 4 místo        |
| ---------- | --------------- | -------------- | -------------- |
| 1. NH Brno | TJ Dioss Nýřany | Sokol Dobruška | TJ Plzeň-Újezd |

## Herní systém
Povinnou účast v Českém poháru národní házené mužů mělo všech 12 klubů, které se v sezóně 2009/10 zúčastnily 1. ligy a také všech 24 klubů, které se v sezóně 2009/10 zúčastnily 2. ligy. Zúčastnit soutěže se mohly také kluby z nižších soutěží, které ve stanoveném termínu odevzdaly řádně vyplněnou přihlášku. Soutěž byla rozdělena do 5 fází (základní kolo, osmifinále, čtvrtfinále, semifinále a finále). Základního kola se zúčastnilo 12 nejhorších klubů ze 2. ligy 2009/10, které byly takto vyhodnoceny podle umístění ve vrcholných soutěžích v sezóně 2008/09 + 6 řádně přihlášených klubů z nižších soutěží. Účastníci byly rozděleny do 2 pětičlenných a 2 čtyřčlenných skupin. V každé skupině se odehrál jeden turnaj, který byl hrán jednokolově systémem každý s každým. Poté se vyhodnotila tabulka turnaje a týmy na 1. a 2. místě postoupily do osmifinále. Osmifinále se zúčastnilo 8 klubů, které postoupily ze základního kola + 12 nejlepších klubů ze 2. ligy 2009/10, které byly takto vyhodnoceny podle umístění ve vrcholných soutěžích v sezóně 2008/09. Účastníci byly rozděleni do 4 pětičlenných skupin. V těchto skupinách probíhal boj o postup do čtvrtfinále stejným systémem jako v základním kole. Čtvrtfinále se zúčastnilo 8 klubů, které postoupily z osmifinále + všech 12 prvoligových týmů. Účastníci byly opět rozděleni do 4 pětičlenných skupin a kritéria postupu do semifinále byla stejná jako v základním kole. Semifinále se zúčastnilo 8 úspěšných klubů ze čtvrtfinále, které byly rozděleny do 2 čtyřčlenných skupin a kritéria postupu do čtyřčlenného finále byla opět stejná jako v základním kole. Finále se hrálo ve Spořicích u Chomutova opět jednokolově systémem každý s každým a poté byla vyhodnocena konečná tabulka finálového turnaje Českého poháru národní házené mužů.

## Základní kolo
Skupina A - turnaj v Klášterci nad Ohří
- Most - Klášterec 14:12
- Žatec - Záluží 11:13
- Stará Huť - Most 19:12
- Klášterec - Žatec 6:11
- Záluží - Stará Huť 15:18
- Žatec - Most 12:8
- Klášterec - Stará Huť 11:16
- Most - Záluží 15:19
- Stará Huť - Žatec 13:8
- Záluží - Klášterec 12:8

| Poř. | Tým                      | Z | V | R | P | VG | OG | B |
| ---- | ------------------------ | - | - | - | - | -- | -- | - |
| 1.   | TJ Stará Huť             | 4 | 4 | 0 | 0 | 66 | 46 | 8 |
| 2.   | TJ Sokol Záluží          | 4 | 3 | 0 | 1 | 59 | 52 | 6 |
| 3.   | TJ Šroubárna Žatec       | 4 | 2 | 0 | 2 | 42 | 40 | 4 |
| 4.   | Baník Most NH            | 4 | 1 | 0 | 3 | 49 | 62 | 2 |
| 5.   | SK NH Klášterec nad Ohří | 4 | 0 | 0 | 4 | 27 | 53 | 0 |

Skupina B - turnaj v Podlázkách
- Bakov - Podlázky 7:11
- Spoje - Raspenava 14:12
- Hejnice - Bakov 12:16
- Podlázky - Spoje 21:12
- Raspenava - Hejnice 17:12
- Spoje - Bakov 10:8
- Podlázky - Hejnice 15:10
- Bakov - Raspenava 10:7
- Hejnice - Spoje 9:16
- Raspenava - Podlázky 6:12

| Poř. | Tým                     | Z | V | R | P | VG | OG | B |
| ---- | ----------------------- | - | - | - | - | -- | -- | - |
| 1.   | TJ Sokol Podlázky       | 4 | 4 | 0 | 0 | 59 | 35 | 8 |
| 2.   | TJ Spoje Praha          | 4 | 3 | 0 | 1 | 52 | 50 | 6 |
| 3.   | Sokol Bakov nad Jizerou | 4 | 2 | 0 | 2 | 41 | 40 | 4 |
| 4.   | TJ Jiskra Raspenava     | 4 | 1 | 0 | 3 | 42 | 48 | 2 |
| 5.   | TJ Jiskra Hejnice       | 4 | 0 | 0 | 4 | 43 | 64 | 0 |

Skupina C - turnaj ve Veselí nad Moravou
- MS Brno - Veselí 15:16
- Ostopovice - Jihlava 10:15
- Veselí - Jihlava 16:13
- Ostopovice - MS Brno 7:7
- Jihlava - MS Brno 12:10
- Veselí - Ostopovice 17:13

| Poř. | Tým                      | Z | V | R | P | VG | OG | B |
| ---- | ------------------------ | - | - | - | - | -- | -- | - |
| 1.   | SK NH Veselí nad Moravou | 3 | 3 | 0 | 0 | 49 | 41 | 6 |
| 2.   | SK Autonot Jihlava       | 3 | 2 | 0 | 1 | 40 | 36 | 4 |
| 3.   | KNH Moravská Slavia Brno | 3 | 0 | 1 | 2 | 32 | 35 | 1 |
| 4.   | TJ Sokol Ostopovice      | 3 | 0 | 1 | 2 | 20 | 39 | 1 |

Skupina D - turnaj v Krčíně
- Dobruška B - Krčín B 18:15
- Brno B - Osek 19:20
- Krčín B - Osek 17:17
- Brno B - Dobruška B 15:18
- Osek - Dobruška B 25:20
- Krčín B - Brno B 20:13

| Poř. | Tým                      | Z | V | R | P | VG | OG | B |
| ---- | ------------------------ | - | - | - | - | -- | -- | - |
| 1.   | TJ Sokol Osek nad Bečvou | 3 | 2 | 1 | 0 | 62 | 56 | 5 |
| 2.   | Sokol Dobruška B         | 3 | 2 | 0 | 1 | 56 | 55 | 4 |
| 3.   | Sokol Krčín B            | 3 | 1 | 1 | 1 | 52 | 48 | 3 |
| 4.   | 1. NH Brno B             | 3 | 0 | 0 | 3 | 47 | 58 | 0 |

## Osmifinále
Skupina E - turnaj v Nezvěsticích
- Tymákov - Nezvěstice 13:14
- Záluží - Všenice 34:19
- Stará Huť - Tymákov 16:14
- Nezvěstice - Záluží 15:9
- Všenice - Stará Huť 21:28
- Záluží - Tymákov 23:26
- Nezvěstice - Stará Huť 18:17
- Tymákov - Všenice 21:19
- Stará Huť - Záluží 14:13
- Všenice - Nezvěstice 5:17

| Poř. | Tým                 | Z | V | R | P | VG | OG  | B |
| ---- | ------------------- | - | - | - | - | -- | --- | - |
| 1.   | TJ Sokol Nezvěstice | 4 | 4 | 0 | 0 | 64 | 44  | 8 |
| 2.   | TJ Stará Huť        | 4 | 3 | 0 | 1 | 75 | 66  | 6 |
| 3.   | Sokol Tymákov       | 4 | 2 | 0 | 2 | 74 | 67  | 4 |
| 4.   | TJ Sokol Záluží     | 4 | 1 | 0 | 3 | 79 | 74  | 2 |
| 5.   | TJ Všenice          | 4 | 0 | 0 | 4 | 59 | 100 | 0 |

Skupina F - turnaj v Řevnicích
- Stupno - Spoje 8:7
- Řevnice - Ejpovice 3:8
- Podlázky - Stupno 10:7
- Spoje - Řevnice 6:10
- Ejpovice - Podlázky 4:1
- Řevnice - Stupno 7:5
- Spoje - Podlázky 5:6
- Stupno - Ejpovice 12:8
- Podlázky - Řevnice 11:9
- Ejpovice - Spoje 7:5

| Poř. | Tým               | Z | V | R | P | VG | OG | B |
| ---- | ----------------- | - | - | - | - | -- | -- | - |
| 1.   | TJ Sokol Ejpovice | 4 | 3 | 0 | 1 | 27 | 21 | 6 |
| 2.   | TJ Sokol Podlázky | 4 | 3 | 0 | 1 | 58 | 24 | 6 |
| 3.   | NH Řevnice        | 4 | 2 | 0 | 2 | 29 | 30 | 4 |
| 4.   | Sokol Stupno      | 4 | 2 | 0 | 2 | 31 | 32 | 4 |
| 5.   | TJ Spoje Praha    | 4 | 0 | 0 | 4 | 23 | 31 | 0 |

Skupina G - turnaj v Brně
- Jihlava - Opatovice 11:6
- Draken - Jihlava 12:10
- Opatovice - Veselí 6:8
- Draken - Veselí 10:15
- Veselí - Jihlava 6:5
- Opatovice - Draken 9:10

| Poř. | Tým                          | Z | V | R | P | VG | OG | B |
| ---- | ---------------------------- | - | - | - | - | -- | -- | - |
| 1.   | SK NH Veselí nad Moravou     | 3 | 3 | 0 | 0 | 29 | 21 | 6 |
| 2.   | Draken Brno                  | 3 | 2 | 0 | 1 | 32 | 34 | 4 |
| 3.   | SK Autonot Jihlava           | 3 | 1 | 0 | 2 | 26 | 24 | 2 |
| 4.   | TJ Sokol Opatovice nad Labem | 3 | 0 | 0 | 3 | 21 | 29 | 0 |
| 5.   | TJ Sokol Podhorní Újezd      | 0 | 0 | 0 | 0 | 0  | 0  | 0 |

- Družstvo Podhorního Újezda se nedostavilo.

Skupina H - turnaj v Rokytnici
- Osek - Rokytnice 10:16
- Albrechtičky - Studénka 7:1
- Dobruška B - Osek 12:5
- Rokytnice - Albrechtičky 11:11
- Studénka - Dobruška B 6:7
- Albrechtičky - Osek 9:8
- Rokytnice - Dobruška B 11:10
- Osek - Studénka 1:14
- Dobruška B - Albrechtičky 7:10
- Studénka - Rokytnice 10:4

| Poř. | Tým                      | Z | V | R | P | VG | OG | B |
| ---- | ------------------------ | - | - | - | - | -- | -- | - |
| 1.   | Sokol Albrechtičky       | 4 | 3 | 1 | 0 | 37 | 27 | 7 |
| 2.   | TJ Sokol Rokytnice       | 4 | 2 | 1 | 1 | 42 | 41 | 5 |
| 3.   | Sokol Dobruška B         | 4 | 2 | 0 | 2 | 36 | 32 | 4 |
| 4.   | SK Studénka              | 4 | 2 | 0 | 2 | 31 | 19 | 4 |
| 5.   | TJ Sokol Osek nad Bečvou | 4 | 0 | 0 | 4 | 24 | 51 | 0 |

## Čtvrtfinále
Skupina I - turnaj v Plzni
- Příchovice - Přeštice 13:17
- Nezvěstice - Nýřany 11:12
- Stará Huť - Příchovice 14:9
- Přeštice - Nezvěstice 11:14
- Nýřany - Stará Huť 14:9
- Nezvěstice - Příchovice 14:6
- Přeštice - Stará Huť 14:9
- Příchovice - Nýřany 10:13
- Stará Huť - Nezvěstice 17:16
- Nýřany - Přeštice 16:13

| Poř. | Tým                 | Z | V | R | P | VG | OG | B |
| ---- | ------------------- | - | - | - | - | -- | -- | - |
| 1.   | TJ DIOSS Nýřany     | 4 | 4 | 0 | 0 | 55 | 43 | 8 |
| 2.   | TJ Sokol Nezvěstice | 4 | 2 | 0 | 2 | 55 | 46 | 4 |
| 3.   | TJ Přeštice         | 4 | 2 | 0 | 2 | 55 | 52 | 4 |
| 4.   | TJ Stará Huť        | 4 | 2 | 0 | 2 | 49 | 53 | 4 |
| 5.   | TJ Příchovice       | 4 | 0 | 0 | 4 | 38 | 58 | 0 |

Skupina J - turnaj v Plzni
- Újezd - Litohlavy 15:5
- Ejpovice - Čakovice 8:10
- Podlázky - Újezd 10:16
- Litohlavy - Ejpovice 12:11
- Čakovice - Podlázky 14:12
- Ejpovice - Újezd 9:12
- Litohlavy - Podlázky 17:19
- Újezd - Čakovice 9:9
- Podlázky - Ejpovice 14:11
- Čakovice - Litohlavy 14:14

| Poř. | Tým               | Z | V | R | P | VG | OG | B |
| ---- | ----------------- | - | - | - | - | -- | -- | - |
| 1.   | TJ Plzeň-Újezd    | 4 | 3 | 1 | 0 | 52 | 33 | 7 |
| 2.   | TJ Avia Čakovice  | 4 | 2 | 2 | 0 | 47 | 43 | 6 |
| 3.   | TJ Sokol Podlázky | 4 | 2 | 0 | 2 | 55 | 58 | 4 |
| 4.   | TJ Litohlavy      | 4 | 1 | 1 | 2 | 48 | 59 | 3 |
| 5.   | TJ Sokol Ejpovice | 4 | 0 | 0 | 4 | 39 | 48 | 0 |

Skupina K - turnaj v Náchodě
- Krčín - Dobruška 14:19
- Brno - Draken 20:6
- Veselí - Krčín 15:19
- Dobruška - Brno 14:17
- Draken - Veselí 16:12
- Brno - Krčín 13:13
- Dobruška - Veselí 20:13
- Krčín - Draken 22:10
- Veselí - Brno 12:13
- Draken - Dobruška 11:18

| Poř. | Tým                      | Z | V | R | P | VG | OG | B |
| ---- | ------------------------ | - | - | - | - | -- | -- | - |
| 1.   | 1. NH Brno               | 4 | 3 | 1 | 0 | 63 | 45 | 7 |
| 2.   | Sokol Dobruška           | 4 | 3 | 0 | 1 | 71 | 55 | 6 |
| 3.   | Sokol Krčín              | 4 | 2 | 1 | 1 | 68 | 57 | 5 |
| 4.   | Draken Brno              | 4 | 1 | 0 | 3 | 43 | 72 | 2 |
| 5.   | SK NH Veselí nad Moravou | 4 | 0 | 0 | 4 | 52 | 68 | 0 |

Skupina L - turnaj ve Staré Vsi nad Ondřejnicí
- Albrechtičky - Stará Ves 15:10
- Vítkovice - Svinov 12:16
- Rokytnice - Albrechtičky 15:18
- Stará Ves - Vítkovice 14:13
- Svinov - Rokytnice 16:14
- Vítkovice - Albrechtičky 15:11
- Stará Ves - Rokytnice 13:12
- Albrechtičky - Svinov 10:15
- Rokytnice - Vítkovice 13:19
- Svinov - Stará Ves 17:10

| Poř. | Tým                         | Z | V | R | P | VG | OG | B |
| ---- | --------------------------- | - | - | - | - | -- | -- | - |
| 1.   | Sokol Svinov                | 4 | 4 | 0 | 0 | 64 | 46 | 8 |
| 2.   | SSK Vítkovice               | 4 | 2 | 0 | 2 | 59 | 54 | 4 |
| 3.   | Sokol Albrechtičky          | 4 | 2 | 0 | 2 | 54 | 55 | 4 |
| 4.   | TJ Stará Ves nad Ondřejnicí | 4 | 2 | 0 | 2 | 47 | 57 | 4 |
| 5.   | TJ Sokol Rokytnice          | 4 | 0 | 0 | 4 | 54 | 66 | 0 |

## Semifinále
Skupina M - turnaj v Plzni
- Nýřany - Újezd 21:20
- Nezvěstice - Čakovice 15:13
- Újezd - Čakovice 15:11
- Nýřany - Nezvěstice 25:19
- Nýřany - Čakovice 19:22
- Újezd - Nezvěstice 20:16

| Poř. | Tým                 | Z | V | R | P | VG | OG | B |
| ---- | ------------------- | - | - | - | - | -- | -- | - |
| 1.   | TJ DIOSS Nýřany     | 3 | 2 | 0 | 1 | 65 | 61 | 4 |
| 2.   | TJ Plzeň-Újezd      | 3 | 2 | 0 | 1 | 55 | 47 | 4 |
| 3.   | TJ Sokol Nezvěstice | 3 | 1 | 0 | 2 | 50 | 58 | 2 |
| 4.   | TJ Avia Čakovice    | 3 | 1 | 0 | 2 | 46 | 49 | 2 |

Skupina N - turnaj v Brně
- Dobruška - Brno 18:22
- Svinov - Vítkovice 15:16
- Brno - Vítkovice 21:15
- Svinov - Dobruška 16:18
- Vítkovice - Dobruška 18:18
- Brno - Svinov 14:12

| Poř. | Tým            | Z | V | R | P | VG | OG | B |
| ---- | -------------- | - | - | - | - | -- | -- | - |
| 1.   | 1. NH Brno     | 3 | 3 | 0 | 0 | 57 | 45 | 6 |
| 2.   | Sokol Dobruška | 3 | 1 | 1 | 1 | 54 | 56 | 3 |
| 3.   | SSK Vítkovice  | 3 | 1 | 1 | 1 | 49 | 54 | 3 |
| 4.   | Sokol Svinov   | 3 | 0 | 0 | 3 | 43 | 48 | 0 |

## Finále
Turnaj ve Spořicích
- Újezd - Nýřany 15:18
- Brno - Dobruška 18:16
- Nýřany - Dobruška 23:10
- Brno - Újezd 23:19
- Dobruška - Újezd 20:15
- Nýřany - Brno 14:15

| Poř. | Tým             | Z | V | R | P | VG | OG | B |
| ---- | --------------- | - | - | - | - | -- | -- | - |
| 1.   | 1. NH Brno      | 3 | 3 | 0 | 0 | 56 | 49 | 6 |
| 2.   | TJ DIOSS Nýřany | 3 | 2 | 0 | 1 | 55 | 40 | 4 |
| 3.   | Sokol Dobruška  | 3 | 1 | 0 | 2 | 51 | 56 | 2 |
| 4.   | TJ Plzeň-Újezd  | 3 | 0 | 0 | 3 | 49 | 61 | 0 |